# Tumbesdvärgtyrann
Tumbesdvärgtyrann (Nesotriccus tumbezanus) är en fågel i familjen tyranner inom ordningen tättingar.

## Utbredning och systematik
Tumbesdvärgtyrann delas upp i två underarter med följande utbredning:
- Nesotriccus tumbezanus tumbezanus – sydvästra Ecuador och nordvästligaste Peru
- Nesotriccus tumbezanus inflavus – nordvästra Peru

Tidigare inkluderades marañóndvärgtyrannen (Nesotriccus maranonicus) i arten. Tumbesdvärgtyrannen i sig har inkluderats i musfärgad dvärgtyrann som den är mycket lik i utseendet, men skiljer i läten.

### Släktestillhörighet
Tumbesdvärgtyrannen placerades tidigare i släktet Phaeomyias. Genetiska studier visar dock att cocosdvärgtyrannen (Nesotriccus ridgwayi) är närbesläktad och bör placeras i samma släkte, där Nesotriccus har prioritet.

## Status och hot
Arten har ett stort utbredningsområde och tros öka i antal. Internationella naturvårdsunionen IUCN listar den därför som livskraftig (LC), dock inkluderande marañóndvärgtyrannen i bedömningen.

## Namn
Tumbes är en kustnära region på gränsen mellan Ecuador och Peru.